# Alessandro Tognaccini
Alessandro Tognaccini (Firenze, 20 gennaio 1976) è un pilota motociclistico italiano.

## Carriera
Debutta nel trial nel 1995 a livello regionale, passando poi anche al Campionato Italiano e Mondiale. Dal 1995 al 2001 vince 4 titoli toscani, rimanendo però vittima di un grave infortunio nel 2001, con la rottura di scapola e due costole. Dal 1998 al 2004 si esibisce anche in vari spettacoli di trial acrobatico in tutta Italia.
Debutta nel supermotard nel 2002. Nel 2005 vince il titolo toscano supermotard prestige e nel 2006 debutta nel Campionato Italiano nel Team Aprilia PMR Moto. 
Nel 2007 corre la sua prima stagione nel Campionato Europeo, per debuttare nel Mondiale S2 l'anno successivo per il Team Aprilia V2 Racing.
Nel 2010 viene lasciato libero dal team e continua a correre su TM del Team Birba Racing col supporto del team ufficiale 747 Motorsport. L'anno successivo continua nello stesso team su KTM.

## Palmarès
- 1995: Campione Toscano Trial classe Promo (su Beta)
- 1996: 2º posto Campionato Toscano Trial Cadetti (su Beta)
- 1997: Campione Toscano Trial Cadetti (su Gas Gas)
- 1998: 2º posto Campionato Toscano Trial (su Gas Gas)
- 1999: Campione Toscano Trial (su Gas Gas)
- 1999: 10º posto Campionato Italiano Trial Junior (su Gas Gas)
- 2000: Campione Toscano Trial (su Beta)
- 2000: 9º posto Campionato Italiano Trial Junior (su Beta)
- 2000: 23º posto Campionato del Mondo Trial (su Beta)
- 2001: 2º posto Campionato Toscano Trial (su Beta) - infortunio
- 2001: 13º posto Campionato Toscano Supermoto classe Prestige (2 gare disputate) (su Husqvarna)
- 2002: 4º posto Campionato Toscano Supermoto classe Prestige (su Husqvarna)
- 2003: 3º posto Campionato Toscano Supermoto classe Prestige (su KTM)
- 2004: 2º posto Campionato Toscano Supermoto classe Prestige (su Honda)
- 2004: 24º posto Campionato Italiano Supermoto classe Sport (su Honda)
- 2005: Campione Toscano Supermoto classe Prestige (su Honda)
- 2005: 18º posto Campionato Italiano Supermoto classe Sport (su Honda)
- 2006: Campione Toscano Supermoto classe Prestige (su Aprilia)
- 2006: 2º posto Trofeo Aprilia Supermoto classe Open (su Aprilia)
- 2006: 22º posto Campionato Italiano Supermoto classe Prestige (su Aprilia)
- 2006: 39º posto Campionato del Mondo Supermoto S1 (1 GP su 8) (su Aprilia)
- 2006: 10º posto Oxtar Day Supermoto (su Aprilia)
- 2007: 2º posto Trofeo Aprilia Supermoto classe Open (su Aprilia)
- 2007: 10º posto Campionato Italiano Supermoto S2 (su Aprilia)
- 2007: 4º posto Campionato Europeo Supermoto Open (5 gare su 8) (su Aprilia)
- 2007: 8º posto Supermoto Internazionale EICMA (su Aprilia)
- 2008: 9º posto Campionato Italiano Supermoto S2 (su Aprilia)
- 2008: 5º posto Campionato Europeo Supermoto Open (su Aprilia)
- 2008: 2º posto Finale Europea Aprilia Supermoto Cup (su Aprilia)
- 2009: 6º posto Campionato Italiano Minibike Motard Stock Agonisti (2 gare su 6) (su WT Motors)
- 2009: 4º posto Campionato Toscano Supermoto Top Class (3 gare su 5) (su Aprilia)
- 2009: 6º posto Campionato Italiano Supermoto S2 (su Aprilia)
- 2009: 12º posto Campionato del Mondo Supermoto S2 (3 GP su 7) (su Aprilia)
- 2010: 17º posto Campionato Italiano Supermoto S1 (su TM)
- 2010: 6º posto Campionato Europeo Supermoto Open (su TM)
- 2011: Campione Italiano Supermoto Open (su KTM)